# ITF Women’s Circuit 2015 (Oktober–Dezember)
In den folgenden Tabellen werden die Tennisturniere des vierten Quartals des ITF Women’s Circuit 2015 dargestellt.

## Turnierplan
| Kategorien |
| ---------- |
| $100.000   |
| $75.000    |
| $50.000    |
| $25.000    |
| $15.000    |
| $10.000    |

### Oktober
| Datum 1 | Turnierort                                         | Siegerin Einzel              | Siegerinnen Doppel                            |
| ------- | -------------------------------------------------- | ---------------------------- | --------------------------------------------- |
| 05.10.  | Tampico                                            | Lourdes Domínguez Lino       | María Irigoyen Barbora Krejčíková             |
| 05.10.  | Kirkland                                           | Mandy Minella                | Stéphanie Foretz Mandy Minella                |
| 05.10.  | Cairns                                             | Dalma Gálfi                  | Jessica Moore Storm Sanders                   |
| 05.10.  | Sosopol                                            | Vivian Heisen                | Vivian Heisen Julia Terziyska                 |
| 05.10.  | Scharm El-Scheich                                  | Jacqueline Cabaj Awad        | Freya Christie Alexandra Riley                |
| 05.10.  | Pula                                               | Anne Schäfer                 | Vanda Lukács Camilla Rosatello                |
| 05.10.  | Schymkent                                          | Sopia Kwazabaia              | Ekaterine Gorgodze Sopia Kwazabaia            |
| 05.10.  | El Kantaoui                                        | Walerija Strachowa           | Valentini Grammatikopoulou Walerija Strachowa |
| 05.10.  | Antalya                                            | Aryna Sabalenka              | Nicoleta-Cătălina Dascălu Andreea Ghițescu    |
| 05.10.  | Hilton Head Island                                 | Alexa Graham                 | Madeleine Kobelt Nika Kuchartschuk            |
| 12.10.  | Toowoomba                                          | Misa Eguchi                  | Misa Eguchi Eri Hozumi                        |
| 12.10.  | Makinohara                                         | Katarzyna Kawa               | Kanae Hisami Kotomi Takahata                  |
| 12.10.  | Rock Hill                                          | Jennifer Brady               | Ema Burgić Bucko Renata Zarazúa               |
| 12.10.  | São Paulo                                          | María Fernanda Álvarez Terán | María Fernanda Álvarez Terán Laura Pigossi    |
| 12.10.  | Albena                                             | Vivian Zlatanova             | Lenka Kunčíková Karolína Stuchlá              |
| 12.10.  | Scharm El-Scheich                                  | Katharina Lehnert            | Karola Patricia Bejenaru Freya Christie       |
| 12.10.  | Iraklio                                            | Pemra Özgen                  | Viktória Kužmová Raluca Georgiana Șerban      |
| 12.10.  | Tel Aviv                                           | Olga Doroshina               | Olga Doroshina Vlada Ekshibarova              |
| 12.10.  | Pula                                               | Vanda Lukács                 | Alice Balducci Valentine Confalonieri         |
| 12.10.  | Schymkent                                          | Kamila Kerimbajewa           | Ekaterine Gorgodze Sopia Kwazabaia            |
| 12.10.  | Melilla                                            | Estrella Cabeza Candela      | Estrella Cabeza Candela Oleksandra Korashvili |
| 12.10.  | El Kantaoui                                        | Walerija Strachowa           | Jelena Simić Walerija Strachowa               |
| 12.10.  | Antalya                                            | Greetje Minnen               | Anna Bondár Rebeka Stolmár                    |
| 19.10.  | Saguenay                                           | Jovana Jakšić                | Mihaela Buzărnescu Justyna Jegiołka           |
| 19.10.  | Suzhou                                             | Zhang Kailin                 | Yang Zhaoxuan Zhang Yuxuan                    |
| 19.10.  | Joué-lès-Tours                                     | Olha Fridman                 | Alexandra Cadanțu Cristina Dinu               |
| 19.10.  | Brisbane                                           | Priscilla Hon                | Lauren Embree Asia Muhammad                   |
| 19.10.  | Bucaramanga                                        | Daniela Seguel               | Aleksandrina Najdenowa Daniela Seguel         |
| 19.10.  | Hamamatsu                                          | Shūko Aoyama                 | Mana Ayukawa Makoto Ninomiya                  |
| 19.10.  | Florence                                           | Grace Min                    | Ema Burgić Bucko Keri Wong                    |
| 19.10.  | Bangkok                                            | Lu Jiajing                   | Nudnida Luangnam Peangtarn Plipuech           |
| 19.10.  | Santa Cruz                                         | Fernanda Brito               | Melina Ferrero Carla Lucero                   |
| 19.10.  | Scharm El-Scheich                                  | Jenny Claffey                | Emily Arbuthnott Lisa Whybourn                |
| 19.10.  | Iraklio                                            | Valentini Grammatikopoulou   | Weronika Kapschai Julia Wachaczyk             |
| 19.10.  | Lucknow                                            | Prerna Bhambri               | Prerna Bhambri Prarthana Thombare             |
| 19.10.  | Ramat haScharon                                    | Marta Paigina                | Corinna Dentoni Deniz Khazaniuk               |
| 19.10.  | Pula                                               | Jessica Pieri                | Joséphine Boualem Ariadna Martí Riembau       |
| 19.10.  | El Kantaoui                                        | Magali Kempen                | Magali Kempen Jana Sisikowa                   |
| 19.10.  | Antalya                                            | Anna Bondár                  | Anna Klasen Charlotte Klasen                  |
| 26.10.  | Nanjing $100,000 Nanjing 2015                      | Hsieh Su-wei                 | Shūko Aoyama Eri Hozumi                       |
| 26.10.  | Poitiers Internationaux Féminins de la Vienne 2015 | Monica Niculescu             | Andreea Mitu Monica Niculescu                 |
| 26.10.  | Toronto                                            | Tatjana Maria                | Sharon Fichman Maria Sanchez                  |
| 26.10.  | Macon                                              | Rebecca Peterson             | Jan Abaza Viktorija Golubic                   |
| 26.10.  | Istanbul                                           | Ivana Jorović                | Başak Eraydın Polina Leikina                  |
| 26.10.  | Bangkok                                            | Hiroko Kuwata                | Ayaka Okuno Walerija Strachowa                |
| 26.10.  | Scharm El-Scheich                                  | Emily Arbuthnott             | Emily Arbuthnott Lisa Whybourn                |
| 26.10.  | Ismaning                                           | Laura-Ioana Andrei           | Lena Rüffer Anna Zaja                         |
| 26.10.  | Iraklio                                            | Valentini Grammatikopoulou   | Eleni Christofi Phillis Vanenburg             |
| 26.10.  | Raipur                                             | Rishika Sunkara              | Sharrmadaa Baluu Prarthana Thombare           |
| 26.10.  | Pula                                               | Corinna Dentoni              | Federica Bilardo Olesya Perwuschina           |
| 26.10.  | Stockholm                                          | Emilie Francati              | Cornelia Lister Hilda Melander                |
| 26.10.  | El Kantaoui                                        | Kathinka von Deichmann       | Daiana Negreanu Kyra Shroff                   |

### November
| Datum 1 | Turnierort                                     | Siegerin Einzel           | Siegerinnen Doppel                            |
| ------- | ---------------------------------------------- | ------------------------- | --------------------------------------------- |
| 02.11.  | Canberra                                       | Asia Muhammad             | Misa Eguchi Eri Hozumi                        |
| 02.11.  | Nantes 15ème Engie Open Nantes Atlantique 2015 | Mathilde Johansson        | Lenka Kunčíková Karolína Stuchlá              |
| 02.11.  | Waco Bush’s $50,000 Waco Showdown 2015         | Viktorija Golubic         | Nicole Gibbs Vania King                       |
| 02.11.  | Casablanca                                     | Melanie Klaffner          | Olga Parres Azcoitia Camilla Rosatello        |
| 02.11.  | Loughborough                                   | Jana Fett                 | Freya Christie Lisa Whybourn                  |
| 02.11.  | Scharm El-Scheich                              | Anastassija Pribylowa     | Hsu Chieh-yu Martina Přádová                  |
| 02.11.  | Iraklio                                        | Viktoriya Tomova          | Eleni Christofi Vlada Ekshibarova             |
| 02.11.  | Pula                                           | Olessja Perwuschina       | Martina Di Giuseppe Anastasia Grymalska       |
| 02.11.  | Oslo                                           | Emma Flood                | Kim Grajdek Ekaterina Yashina                 |
| 02.11.  | Stellenbosch                                   | Lesedi Sheya Jacobs       | Madrie Le Roux Erika Vogelsang                |
| 02.11.  | Vinaròs                                        | Estrella Cabeza Candela   | Estrella Cabeza Candela Oleksandra Korashvili |
| 02.11.  | Stockholm                                      | Julie Gervais             | Olga Brózda Anastasija Shoshyna               |
| 02.11.  | El Kantaoui                                    | Walerija Strachowa        | Patrycia Polanska Anna Slováková              |
| 02.11.  | Antalya                                        | Lina Gjorcheska           | Lina Gjorcheska Iva Primorac                  |
| 09.11.  | Dubai Al Habtoor Tennis Challenge 2015         | Çağla Büyükakçay          | Çağla Büyükakçay Maria Sakkari                |
| 09.11.  | Bendigo                                        | Misa Eguchi               | Lauren Embree Asia Muhammad                   |
| 09.11.  | Scottsdale                                     | Samantha Crawford         | Julia Glushko Rebecca Peterson                |
| 09.11.  | Minsk                                          | Irina Chromatschewa       | Başak Eraydın Weronika Kudermetowa            |
| 09.11.  | Équeurdreville                                 | Lesley Kerkhove           | Alexandra Cadanțu Lesley Kerkhove             |
| 09.11.  | Bath                                           | Ana Bogdan                | Sarah Beth Askew Olivia Nicholls              |
| 09.11.  | Bratislava                                     | Jesika Malečková          | Dalila Jakupović Anne Schäfer                 |
| 09.11.  | Scharm El-Scheich                              | Kamila Kerimbajewa        | Kamila Kerimbajewa Ana Veselinović            |
| 09.11.  | Iraklio                                        | Viktoriya Tomova          | Karin Kennel Viktoriya Tomova                 |
| 09.11.  | Casablanca                                     | Pia Čuk                   | Olga Parres Azcoitia Camilla Rosatello        |
| 09.11.  | Stellenbosch                                   | Valeria Bhunu             | Francesca Stephenson Erika Vogelsang          |
| 09.11.  | Benicarló                                      | Amanda Carreras           | Amanda Carreras Alice Savoretti               |
| 09.11.  | El-Kantaoui                                    | Jelena Simić              | Ema Burgić Bucko Jelena Simić                 |
| 09.11.  | Antalya                                        | Alissa Kleibanowa         | Lina Gjorcheska Iva Primorac                  |
| 09.11.  | Caracas                                        | Catalina Pella            | Catalina Pella Laura Pigossi                  |
| 16.11.  | Tokio Ando Securities Open Tokyo 2015          | Zhang Shuai               | Shūko Aoyama Makoto Ninomiya                  |
| 16.11.  | Shrewsbury                                     | Océane Dodin              | Xenia Knoll Alice Matteucci                   |
| 16.11.  | Sowade                                         | Ivana Jorović             | Mihaela Buzărnescu Justyna Jegiołka           |
| 16.11.  | Helsinki                                       | Alena Tarassowa           | Darja Lodikowa Darja Mischina                 |
| 16.11.  | Gulbarga                                       | Prerna Bhambri            | Dhruthi Tatachar Venugopal Karman Kaur Thandi |
| 16.11.  | Casablanca                                     | Corinna Dentoni           | Olga Parres Azcoitia Camilla Rosatello        |
| 16.11.  | Stellenbosch                                   | Gabriella Taylor          | Ilze Hattingh Madrie Le Roux                  |
| 16.11.  | Castellón                                      | Irene Burillo Escorihuela | Noelia Bouzo Zanotti Olga Saez Larra          |
| 16.11.  | El-Kantaoui                                    | Ema Burgić Bucko          | Margarita Lasarewa Julia Wachaczyk            |
| 16.11.  | Antalya                                        | Ekaterine Gorgodze        | Ágnes Bukta Vivien Juhászová                  |
| 16.11.  | Caracas                                        | Catalina Pella            | Catalina Pella Laura Pigossi                  |
| 23.11.  | Toyota Dunlop Srixon World Challenge 2015      | Jana Fett                 | Akiko Omae Peangtarn Plipuech                 |
| 23.11.  | Santiago                                       | Daniela Seguel            | Montserrat Gonzalez Ana Sofía Sánchez         |
| 23.11.  | Pereira                                        | Laura Pigossi             | Jaqueline Adina Cristian Laura Pigossi        |
| 23.11.  | Kairo                                          | Naomi Totka               | Sandra Samir Naomi Totka                      |
| 23.11.  | Gulbarga                                       | Prerna Bhambri            | Dhruthi Tatachar Venugopal Karman Kaur Thandi |
| 23.11.  | Ramat Gan                                      | Barbora Štefková          | Olga Doroshina Vlada Ekshibarova              |
| 23.11.  | Rabat                                          | Léa Tholey                | Fatma Al-Nabhani Olga Parres Azcoitia         |
| 23.11.  | Nules                                          | Oleksandra Korashvili     | Charlotte Roemer Olga Saez Larra              |
| 23.11.  | El-Kantaoui                                    | Isabella Schinikowa       | Linnéa Malmqvist Jana Sisikowa                |
| 23.11.  | Antalya                                        | Anna Bondár               | Anna Bondár Rebeka Stolmár                    |
| 30.11.  | Santiago                                       | Verónica Cepede Royg      | Victoria Rodríguez Renata Zarazúa             |
| 30.11.  | Kairo                                          | Melanie Klaffner          | Julia Grabher Ana Bianca Mihăilă              |
| 30.11.  | Ramat Gan                                      | Deniz Khazaniuk           | Alexandra Morozova Barbora Štefková           |
| 30.11.  | El-Kantaoui                                    | Isabella Schinikowa       | Karin Kennel Isabella Schinikowa              |
| 30.11.  | Antalya                                        | Alissa Kleibanowa         | Christina Shakovets Aljona Sotnykowa          |

### Dezember
| Datum 1 | Turnierort  | Siegerin Einzel         | Siegerinnen Doppel                           |
| ------- | ----------- | ----------------------- | -------------------------------------------- |
| 07.12.  | Kairo       | Mihaela Buzărnescu      | Walentina Iwachnenko Dalila Jakupović        |
| 07.12.  | Lagos       | Tessah Andrianjafitrimo | Margarita Lasarewa Walerija Strachowa        |
| 07.12.  | Hongkong    | Tian Ran                | Han Sung-hee Kim Na-ri                       |
| 07.12.  | Indore      | Anastasija Wassyljewa   | Weronika Kapschai Anastasija Wassyljewa      |
| 07.12.  | St. Ulrich  | Georgia Brescia         | Deborah Chiesa Adrijana Lekaj                |
| 07.12.  | El Kantaoui | Isabella Schinikowa     | Mathilde Armitano Valentine Bacher           |
| 07.12.  | Antalya     | Elena-Gabriela Ruse     | Alona Fomina Christina Shakovets             |
| 14.12.  | Ankara      | Ivana Jorović           | María José Martínez Sánchez Marina Melnikowa |
| 14.12.  | Navi Mumbai | Barbara Haas            | Anna Morgina Nina Stojanović                 |
| 14.12.  | Lagos       | Conny Perrin            | Julia Terziyska Prarthana Thombare           |
| 14.12.  | Bangkok     | Kaia Kanepi             | Irina Chromatschewa Walerija Solowjowa       |
| 14.12.  | Hongkong    | Haruka Kaji             | Emma Laine Yukina Saigō                      |
| 14.12.  | El-Kantaoui | Marta Paigina           | Darja Tscharnjazowa Alexandra Perper         |
| 21.12.  | Pune        | Aryna Sabalenka         | Walentina Iwachnenko Anastasija Wassyljewa   |
| 21.12.  | Bangkok     | Han Na-lae              | Irina Chromatschewa Walerija Solowjowa       |
| 21.12.  | Hongkong    | Emma Laine              | Emma Laine Yukina Saigō                      |
| 21.12.  | Antalya     | Ekaterine Gorgodze      | Aminat Kuschchowa Julija Stamatowa           |